# Ален Турен
Ален Турен (на френски: Alain Touraine) е френски социолог.

## Биография
Учи история и философия в Екол Нормал Сюпериор в Париж и завършва образованието си в САЩ през 1952, където се запознава със структурно-функционалната социология на Т. Парсънс.
Основните интереси на Турен са социалните движения през 60-те и 70-те години на 20 век (пацифистки, работнически, младежки, феминистки, регионални, в страни от „Третия свят“ и др.) и новите колективни субекти на социалните действия.
Ален Турен е един от съвременните френски социолози, които обръщат голямо внимание на развитието на социологията в днешно време и нейното изменение спрямо ценностите на отделните общества в периода на глобализацията. Турен се занимава с проблемите на индустриалната социология и социологията на труда. Прави социологически анализи на раждането на политическото движение „Солидарност“ от началото на 80-те години и на социално-политическите проблеми на развитието в обществата от Източна Европа през 90-те години.
След като създава през 1958 г. Лаборатория за индустриална социология, превърнала се през 1970 г. в център за изучаване на социални движения, Ален Турен основава през 1981 г. Център за Анализи и социологическа интервенция. За първи път формулира основните принципи и понятия на концепцията „акционализъм“ – теория за социалното действие, при която обществото се изгражда като система, способна да се самосъздава, активира и променя посредством различни начини на изграждане на социални актьори. Турен защитава тезата, че в съвременната социология се налага вече несъответствието между света на системите и света на субектите, тоест връзката между субект и система не е пряка – те са свързани чрез опосредствена система и това именно политическата система, която от своя страна е определяща за демокрацията. Ето защо и темата за връзката между постиндустриалното общество и режима на демокрация залягат силно в трудовете на Торен. Една от основните му книги „Що е демокрация?“(1994) е посветена именно на дефиницията на този политически режим и връзката му с гражданското общество в съвремието.
В Полша наблюдава зараждането на опозиционния профсъюз „Солидарност“ и през 1983 пише научното съчинение „Солидарност: анализ на едно социално движение“.
Ален Турен е известен в Латинска Америка и континентална Европа, но не е много популярен в англосаксонските страни.
Турен умира на 9 юни 2023 година в Париж.

## Признание и награди
Ален Турен е доктор хонорис кауза на:
- Висшето училище за социални науки (EHESS)
- Университет в Кочабамба (1984)
- Женевски университет (1988)
- Монреалски университет (1990)
- Нов университет в Лувен (1992)
- Университет в Ла Пас (1995)
- Болонски университет (1995)
- Национален автономен университет на Мексико (1996)
- Университет в Сантяго де Чиле (1996)
- Университет Лавал (1997)
- Университет в Кордова, (Аржентина), (2000)
- Университет Валпараисо в Чили (2004)
- Национален университет на Колумбия (2006)
- Universitat Oberta de Catalunya в Барселона (юни 2007)[1]
- Национален университет Сан Маркос в Лима (май 2008).[2]

Ален Турен също така е почетен член на Американската академия на изкуствата и науките и Полската академия на науките, както и носител на Ордена на Почетния Легион и на Ордена за заслуги на Франция.
През 2010 г. е отличен с Наградата на принца на Астурия в раздел „Комуникации и хуманитаристика“.